# Chlorotalpa duthieae
Chlorotalpa duthieae är en däggdjursart som först beskrevs av Robert Broom 1907.  Chlorotalpa duthieae ingår i släktet Chlorotalpa och familjen guldmullvadar. IUCN kategoriserar arten globalt som sårbar. Inga underarter finns listade i Catalogue of Life.
Arten blir 9,5 till 13 cm lång, väger 20 till 41 g och saknar svans. Den har på hela kroppen en brunsvart till rödsvart färg. Liksom hos andra guldmullvadar är ögonen täckta av päls. Chlorotalpa duthieae har vanligen en grön skugga på pälsen. Vid framtassarna förekommer en förminskad tumme med liten klo. Hos de andra fingrarna är klorna 7 till 9 mm långa och upp till 4 mm breda.
Denna guldmullvad förekommer i södra Sydafrika vid kusten. Den vistas i sandiga skogar, buskskogar och savanner. Ibland besöker arten jordbruksmark eller trädgårdar.
Chlorotalpa duthieae äter främst daggmaskar och andra ryggradslösa djur. Arten gräver liksom andra guldmullvadar underjordiska tunnelsystem och boet centrala kammare ligger ofta under ett träd. Antagligen lever hannar och honor utanför parningstiden ensam. Chlorotalpa duthieae är främst nattaktiv. En upphittad hona var dräktig med två ungar.